# Obid
Obid (maďarsky Ebed), je slovenská obec v okrese Nové Zámky, rozkládá se v nejteplejší a nejjižnější části Podunajské nížiny, na levém břehu Dunaje, 7 km západně od města Štúrovo, při státní hranici s Maďarskem.

## Historie

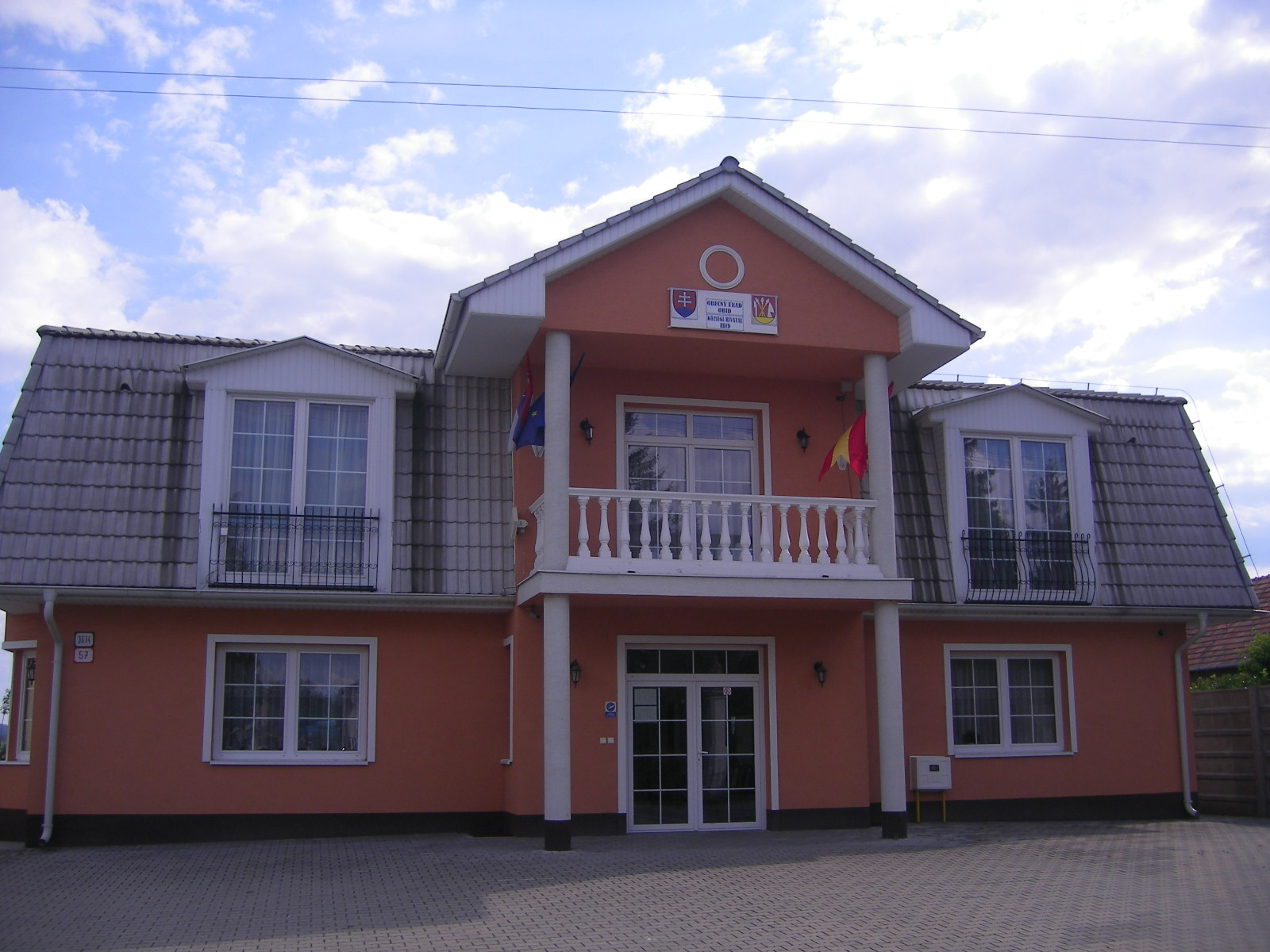
Obecní úřad

Území bylo osídleno od doby kamenné. Římané v čele s císařem Markem Aureliem zde zřídili strážní stanici svého hraničního území Limes Romanus. Obec měla od středověku svou kapli sv. Mikuláše, nejdříve z proutí vymazaného hlínou, od 12. století kamennou. Osada je poprvé písemně zmíněna k roku 1237, ale od středověku bývala místní částí města Párkány (po roce 1945 přejmenovaného na Štúrovo).
Obec se osamostatnila se roku 1770. její prosperita byla a je založena na zemědělské výrobě úrodného kraje a od roku 1724 také na jarmarcích, leží ve výhodné poloze na obchodní stezce přes Dunaj do Ostřihomi. Pohraniční situace obce vedla v první i druhé světové válce k tuhým bojům Maďarů a Slováků s Němci. 25. března 1945 obec obsadila Rudá armáda a tím dnem se slavilo osvobození.

## Obyvatelstvo
V roce 2011 zde žilo 1178 obyvatel, v roce 2017 zde žilo 1164 obyvatel a v roce 2019 1166 obyvatel. Národnostní složení: 88,07 % Maďaři, 10 % Slováci, 2̥ % Romů, Čechů, Poláků a Ukrajinců.

## Památky

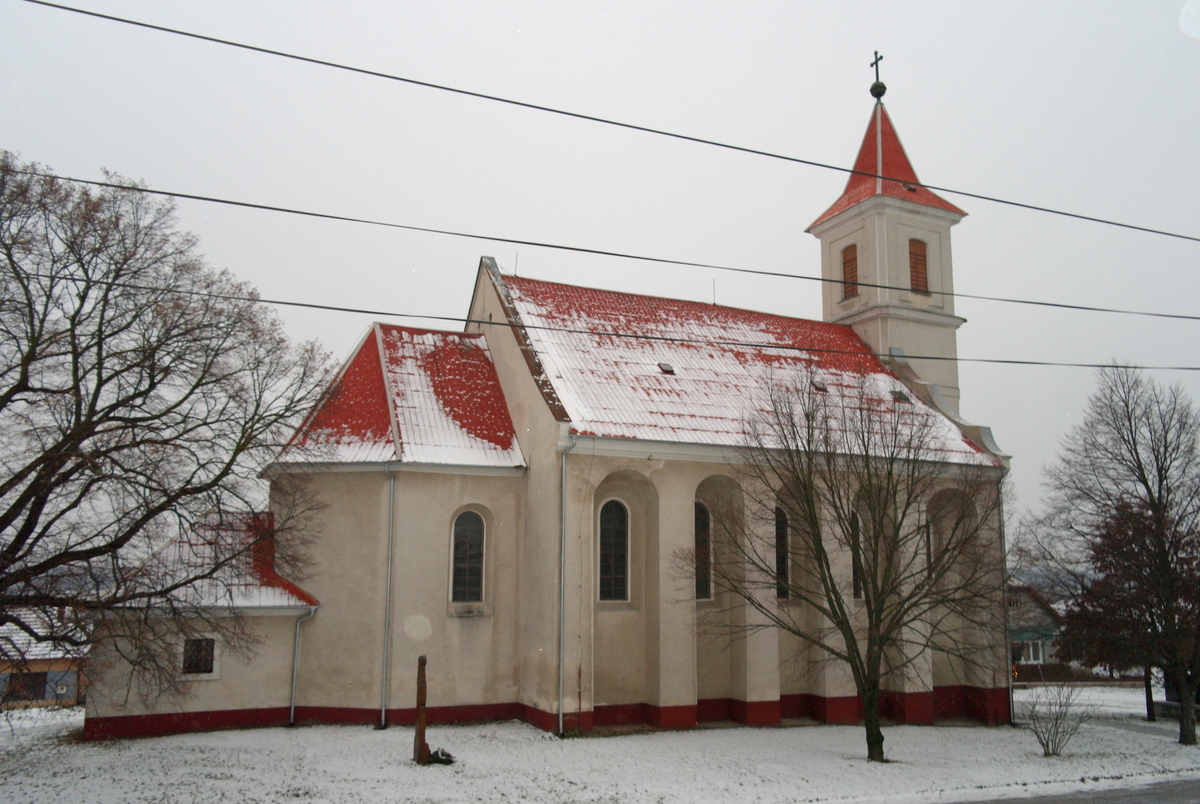
Kostel od severu

- Kostel sv. Štěpána krále - římskokatolický chrám, jednolodní barokní stavba z let 1730-1732, donátorem byl ostřihomský kanovník Ján Illyés, roku 1875 novorománské stavební úpravy; hlavní oltář je barokní s olejomalbou sv. krále Štěpána Uherského; varhany roku 1923 postavil J. Mahoušek z Brna, křtitelnice je novoklasicistní.[3]
- Sloup milénia - vztyčen roku 2000 vedle kostela
- Obecní úřad - umístěn v rekonstruované lidové chalupě (dřevěnka)
- Pomník obětem I. a II. světové války
- Hřbitov byl založen v 18. století
- hřbitovní kaple sv. Mikuláše je původem románský kostelík, opuštěný v roce 1560, byl rekonstruován v romantickém stylu roku 1862.
- Boží muka - kamenný kříž z roku 1764.
- Kamenné sochy svatých: Vendelín, Anděl strážný, Nejsvětější Trojice, Florián, Jan Nepomucký a Josef.